# Kedhalia
Genre
Classification APG III (2009)
Kedhalia C.K.Lim est un genre d'une seule espèce de plante de la famille des Zingiberaceae décrite pour la première fois en 2009 par Chong Keat Lim, dans "Folia Malaysiana" (10: 1) .
Le genre Kedhalia pousse dans la province de Kedah au Nord Est de la Malaisie péninsulaire.
La seule espèce décrite dans ce genre est Kedhalia flaviflora C.K.Lim .

## Liste d'espèces
Selon World Checklist of Selected Plant Families (WCSP) (19 sept 2011) et NCBI (19 sept 2011):
- Kedhalia flaviflora C.K.Lim, (2009).